# 源久也
源 久也（みなもと ひさなり、1月2日 - ）は日本の漫画家・イラストレーター。女性。愛媛県出身、東京都在住。血液型はO型。有限会社ムーンフェイズのメンバー。ゲーム関連など、アンソロジーコミックを多く手掛けている。また、同人サークル「超あるまじろくらぶ」を主宰し、オリジナル創作系のほか、パロディをテーマにした作品を発表している。

## 人物・経歴
初めて漫画を描いたのは小学校低学年の頃であり、小学生の頃から「大きくなったらマンガ家になりたい」と言っていた。
長らく同人活動をしており、藤枝雅や珠月まやと合同で執筆することが多い。
趣味はミュージカル観劇。中でも劇団四季、特にCATSが大好きで、年に何度も観に行くほど。
うさぎを飼っている。名前は「あお」。

## 作品一覧

### 漫画
- ツタワルコトバ（『[es]〜エターナル・シスターズ〜 Vol.1』スタジオDNA） - 『ふ〜ふ』1巻に収録
- いおのさまふぁなちくす（『電撃帝王』VOLUME3、メディアワークス） -『いおの様ファナティクス』1巻（藤枝雅著）に収録
- Alice Quartet OBBLIGATO（『コンプエース』VOL.001 - 2008年1月号、角川書店） - MooNPhase（原作）・藤枝雅（共著）
- 猫神さま（『電撃帝王』VOLUME 5 - VOLUME9、メディアワークス）[6]
- アナタノナマエ（『[es]〜エターナル・シスターズ〜 Vol.2』一迅社） - 『ふ〜ふ』1巻に収録
- ふ〜ふ（『コミック百合姫S』Vol.11 - Vol.14、『コミック百合姫』2011年1月号 - 2013年3月号、一迅社）
- 歳納京子と私。あと鼻血。（『ゆるゆり コミックアンソロジー』一迅社）
- あかり記念日（『ゆるゆりコミックアンソロジー VOL.3』一迅社）
- 姫さま林檎を召し上がれ（『コミック百合姫』2013年9月号 一迅社）
- あたしとあなたと彼女のソファ（『コミック百合姫』2013年11月号 一迅社）
- 学園近距離恋愛怪談（『コミック百合姫』2014年1月号 一迅社）
- 世界は百合で満ちている。（『コミック百合姫』2014年3月号 一迅社）
- キサとサキとあかいいと（『コミック百合姫』2014年5月号 一迅社）
- 私のヒーローさん（『コミック百合姫』2014年7月号 一迅社）
- 岸壁に百合の花は咲くか（『コミック百合姫』2014年9月号 一迅社）
- シーズンシアターシアトリカル（『コミックキューン』2015年10月号 - 2017年7月号、KADOKAWA・メディアファクトリーブランド）

### イラスト
- トレーディングカードゲーム『ヴァイスシュヴァルツ』（ブシロード）[8]
- トレーディングカードゲーム『東方銀符律』（SILVER BLITZ）[2]
- アニメ『犬神さんと猫山さん』第10話エンドカード

### 書籍

#### 漫画単行本
- MooNPhase（原作）、藤枝雅・源久也（漫画）『Alice Quartet OBBLIGATO』、角川書店〈角川コミックス〉2008年1月23日、ISBN 978-4-04-854145-9、全1巻、A5判
- 『ふ〜ふ』一迅社〈百合姫コミックス〉2011年 - 2013年、全2巻、A5判
  1. 2011年8月18日、ISBN 978-4-7580-7164-2
  2. 2013年4月18日、ISBN 978-4-7580-7238-0
- 『ゆりどりみどり』一迅社〈百合姫コミックス〉2014年11月18日、ISBN 978-4-7580-7374-5、全1巻、A5判
- 『ろくじょ〜ひとまの ねこがみさま』一迅社〈百合姫コミックス〉2014年11月18日、ISBN 978-4-7580-7375-2、全1巻、A5判